# Fall (película de 1997)
Fall es una película romántica estadounidense de 1997 dirigida, escrita y protagonizada por Eric Schaeffer, junto a Amanda de Cadenet. La película fue seguida por una secuela de 2011, "After Fall, Winter".

## Trama
Michael Shiver (Eric Schaeffer) es un taxista en Nueva York. Un día, la supermodelo Sarah Easton (Amanda de Cadenet) entra en su taxi y mantienen una breve pero intensa conversación. Unos días más tarde, la ve por casualidad cuando cena con sus dos amigos cercanos, y tienen una breve interacción.
La película se desarrolla con los dos interesándose el uno en el otro y enamorándose lentamente mientras el esposo de Sarah está en Roma durante dos meses. Michael ocasionalmente escribe sus poemas de amor y le sorprende con regalos románticos como mil rosas entregadas en su habitación de hotel en España, cuando Sarah fue allí a visitar a su esposo.
Hacia el final, hay un intenso conflicto entre Sarah y Michael, en el que Sarah dice que Michael no entiende su vida y que todo sucede en sus términos. Michael revela que él era escritor y había conocido su tipo de vida, pero no se sentía satisfecho, así que se rindió y se convirtió en taxista. Sarah vuelve con su marido y Michael le envía su libro más vendido (por el que fue famoso en el pasado) junto con una última carta con la que termina la película.

## Elenco
- Eric Schaeffer - Michael
- Amanda de Cadenet - Sarah
- Rudolf Martin - Phillipe
- Francie Swift - Robin
- Lisa Vidal - Sally
- Roberta Maxwell - Joan Alterman
- Scarlett Johansson[4] - Niña